# Aplocera pazsiczkyi
Aplocera pazsiczkyi là một loài bướm đêm trong họ Geometridae.